# Vespa luctuosa
Vespa luctuosa är en getingart som beskrevs av Henri Saussure 1854. Vespa luctuosa ingår i släktet bålgetingar, och familjen getingar.

## Beskrivning
Vespa luctuosa är övervägande brun, med tunna, vita och svarta tvärstrimmor på mellankroppen. Bakkroppen är även den främst brun, med tunna, gula band i framkanten av tergiterna (ovansidans bakkroppssegment) 1 till 4; för sternit (undersidans bakkroppssegment) 2 fortsätter ovansidans band i kanterna, medan det för sternit 3 är komplett. Tergit 5 till 6 och sternit 4 till 6 enfärgat bruna, utan några gula markeringar. (Beskrivningen avser nominatunderarten, V. l. luctuosa.)

## Utbredning
Arten förekommer på Filippinerna.

## Underarter
Arten delas in i följande underarter:
- V. l. luctuosa Förekommer huvudsakligen på Luzon, Filippinernas huvudö.[6]
- V. l. luzonensis Förekommer, namnet till trots, främst på Visayaöarna, inklusive Leyte och Samar.[6]
- V. l. semperi Påträffad på Mindanao.[4]

## Ekologi
Arten bygger oftast bon som hänger från trädgrenar och buskar. Det är mycket sällsynt att de förläggs till byggnader. Ett färdigt bo har omkring 200 arbetare.
Vespa luctuosa är framför allt känd för att ha ett av de allra giftigaste toxinerna bland alla getingar. LD50 för möss är 1.6 mg/kg.